# Eleanor Boardman

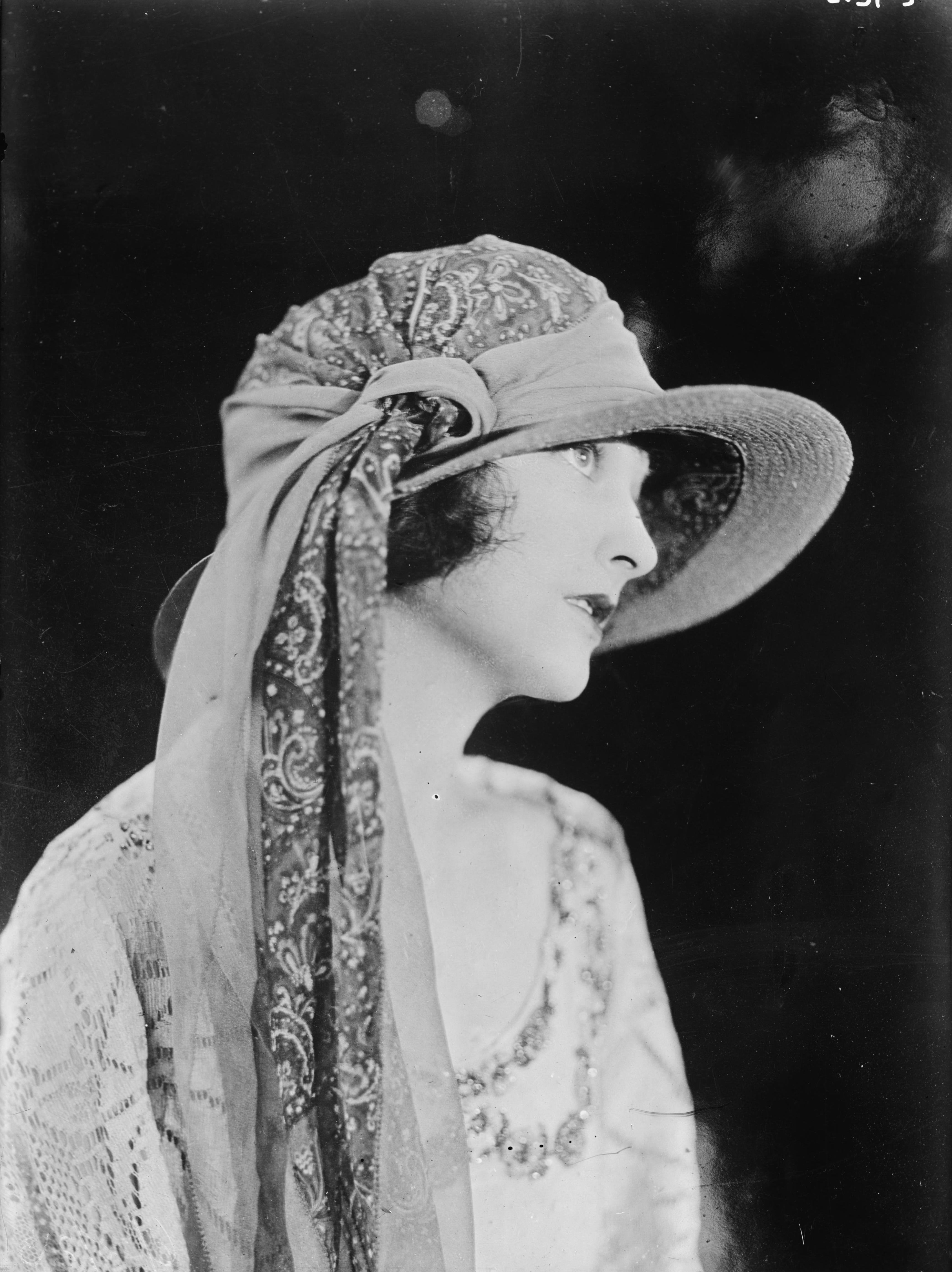
Eleanor Boardman 1923.

Eleanor Boardman, född 19 augusti 1898 i Pennsylvania, död 12 december 1991, var en amerikansk skådespelerska.

## Filmografi
- The Strangers' Banquet (1922)
- Gimme (1923)
- Vanity Fair (1923)
- Souls for Sale (1923)
- Three Wise Fools (1923)
- The Day of Faith (1923)
- True As Steel (1924)
- Wine of Youth (1924)
- Sinners in Silk (1924)
- The Turmoil (1924)
- So This Is Marriage? (1924)
- The Silent Accuser (1924)
- The Wife of the Centaur (1924)
- The Way of a Girl (1925)
- Proud Flesh (1925)
- The Circle (1925)
- Exchange of Wives (1925)
- The Only Thing (1925)
- Memory Lane (1926)
- The Auction Block (1926)
- Tell It to the Marines (1926)
- Bardelys the Magnificent (1926)
- The Crowd (1928)
- Diamond Handcuffs (1928)
- She Goes to War (1929)
- Mamba (1930)
- Redemption (1930)
- The Great Meadow (1931)
- The Flood (1931)
- Women Love Once (1931)
- The Squaw Man (1931)
- The Three Cornered Hat (1935)